# Видиковац Мај
Видиковац Мај се налази око 1 км западно од села Телетин у Чешкој Републици. С овог стеновитог видиковца пружа се један од најпознатијих погледа на меандре реке Влтаве. Погледи са овог видиковца могу се видети на многим туристичким брошурама и календарима посвећеним лепотама долине Влтаве.

### Приступ
Видиковац је доступан са споредног пута од око 1,5 км од жутог туристичког знака који води од Телетина до Требсина. Стаза се може скратити за око 1 км ако се иде оригиналним земљаним путем који сада води преко пашњака с електрооградом до шуме, где се по доласку у шуму спаја на некадашњи жути туристички знак који води до видиковца.

### Превоз
Преко села Телетин постоји редовна аутобуска линија, од 2004. године линија интегрисаног транспорта Прага број 438, која је заменила претходне линије 200606 (Праг - Штјеховице - Рабине, Мерин) и 200607 (Праг - Штеховице - Крнане - Високи Ујезд). Викендом аутобус иде свака четири сата.
Тренутно (2021. године) је идеално путовати аутобусом који саобраћа до Крњани/Телетин сваких сат времена са железничке станице Смихов у Прагу. У Телетину постоји веома ограничен број паркинг места, а паркирање контролише чешка полиција из оближњег града Тинец над Сазавоу.